# Aéroport de Bena-Dibele
L’Aéroport de Bena-Dibele (ICAO : FZVO) est un aéroport de République démocratique du Congo desservant Bena-Dibele, une localité du territoire de Kole dans la province de Sankuru.  

## Situation
| Bandundu Basango Mboliasa Bunia Gbadolite Gemena Goma Ilebo Kalemie Kananga Kikwit Kindu Kinshasa-Ndjili Kinshasa-N'Dolo Kisangani Kolwezi Lodja Lubumbashi Matari Matadi Mbandaka Mbuji Mayi Nioki Tshikapa Tshumbe |